# Oblastní muzeum v Chomutově
Oblastní muzeum v Chomutově je příspěvkovou organizací a jeho zřizovatelem je Ústecký kraj. Vedení muzea sídlí v budově bývalého jezuitského gymnázia. Muzeum zároveň užívá přízemní sály a místnosti historické radnice města a prostory sousedního začleněného kostela svaté Kateřiny. V obou muzejních budovách se pravidelně konají především vánoční výstavy a adventní koncerty, ale i letní příměstské tábory. V muzeu jsou pořádány krátkodobé výstavy s různou tematikou a veřejnosti jsou nabízeny rovněž některé stálé expozice. Součástí muzea v hlavní budově je volně přístupná muzejní knihovna se studovnou. V případě zájmu je možné si v muzeu objednat komentovanou prohlídku města nebo výpravu po okolí.

## Historie muzea
Městské muzeum bylo veřejnosti otevřeno 8. září roku 1923. Zpočátku sloužily potřebám muzea pouze prostory v městské radnici. Tehdy muzeum nemělo vlastní odborné pracovníky, na správě sbírky se podíleli specialisté z různých míst. Asi nejznámějším odborníkem rané fáze vývoje muzea byl česko-německý historik umění Josef Opitz, který se oblasti Chomutovska věnoval ve svých místopisech a uspořádal v muzeu několik průkopnických výstavních projektů. Po druhé světové válce byla sbírkotvorná činnost prováděna bez řádné evidence, proto není jasné, odkud některé předměty pocházejí, neboť mnohé sbírkové předměty byly konfiskáty z majetku odsunutých Němců. Bohužel zároveň byla v té době ztracena také řada původních sbírkových předmětů. Řádná evidence sbírek byla zavedena až od padesátých let 20. století. Postupně muzeum přebíralo sbírkové předměty ze zrušených muzeí v okolí, například sbírka Rašelina je převedena z muzea rašeliny v Hoře Svatého Šebestiána a ve stálé expozici gotiky se objevují díla převzatá z kadaňského muzea. Další exponáty pocházejí například z Vejprt, Přísečnice, ze zámku Červený hrádek nebo z Jirkova. V sedmdesátých letech dvacátého století se muzeum stalo okresním muzeem. V roce 2003 muzeum změnilo svého zřizovatele a stalo se oblastním muzeem.

## Budovy muzea

### Jezuitské gymnázium
Budova byla postavena kolem roku 1591 jako součást areálu jezuitské koleje. V rámci tohoto komplexu sloužila budova původně jako ubytovna pro chudé studenty, později jako gymnázium. Brzy po výstavbě budovy vypukl ve městě velký požár a gymnázium vyhořelo. Při následných opravách byla budova zvýšena o jedno patro. Zrušení jezuitského řádu v roce 1773 vyústilo také ke zrušení gymnázia a budova se díky svému umístění v městských hradbách stala vojenskými kasárnami. Nejvýraznějším, z dálky viditelným prvkem budovy je hranolovitá věž, zvaná Hvězdářská. Její základy jsou jednou z nejstarších staveb Chomutova a pravděpodobně již kolem roku 1400 sloužily jako základy strážní věže. Muzeum sídlí v někdejším jezuitském gymnáziu až od osmdesátých let 20. století, celou budovu k činnosti převzalo muzeum roku 1990.

### Kostel svaté Kateřiny

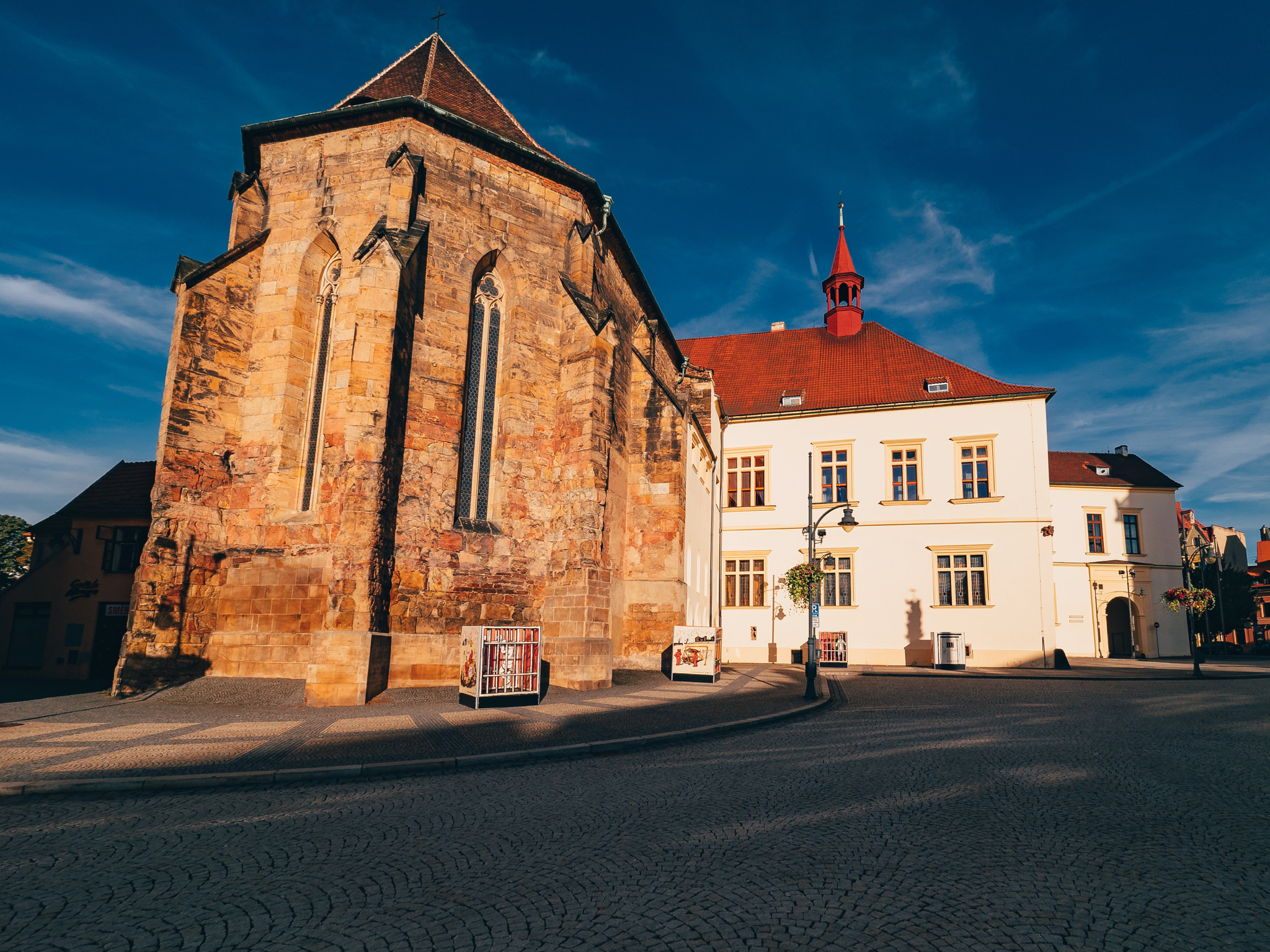
Kostel svaté Kateřiny

Součástí muzea je i nejstarší chomutovský kostel, stavební součást městské radnice. Raně gotický kostel svaté Kateřiny pochází již ze 13. století, z doby, kdy Chomutov spravoval Bedřich Načeratec. Z tohoto období je v kostele zachována příčná loď. Současný vrcholně gotický presbytář byl postaven řádem německých rytířů ve druhé polovině 13. století. Ke konci 15. století, kdy byla poničená komenda řádu přestavěna na šlechtické sídlo, byl kostel začleněn do organismu stavby. O necelých sto let později svěřil Jiří Popel z Lobkovic kostel do péče jezuitů. Kostel sv. Kateřiny je údajně jedinou budovou města, která nepodlehla požáru v roce 1598. Po zrušení jezuitského řádu byl kostel zbaven původní funkce a následně byl prodán městu. Kostel chátral až do konce 20. století, než byl opraven. V roce 2000 byl slavnostně otevřen a od té doby jej muzeum využívá k pořádání výstav a kulturních akcí a je zařazen mezi nabídky míst pro civilní svatební obřady. Z kostela je také možné vstoupit do původního pozdně gotického sklepení, které se nachází pod celým půdorysem radnice. Je pouze částečně upravené a veřejnosti je přístupné jen v rámci pořádání některých akcí.

### Radnice – zámek

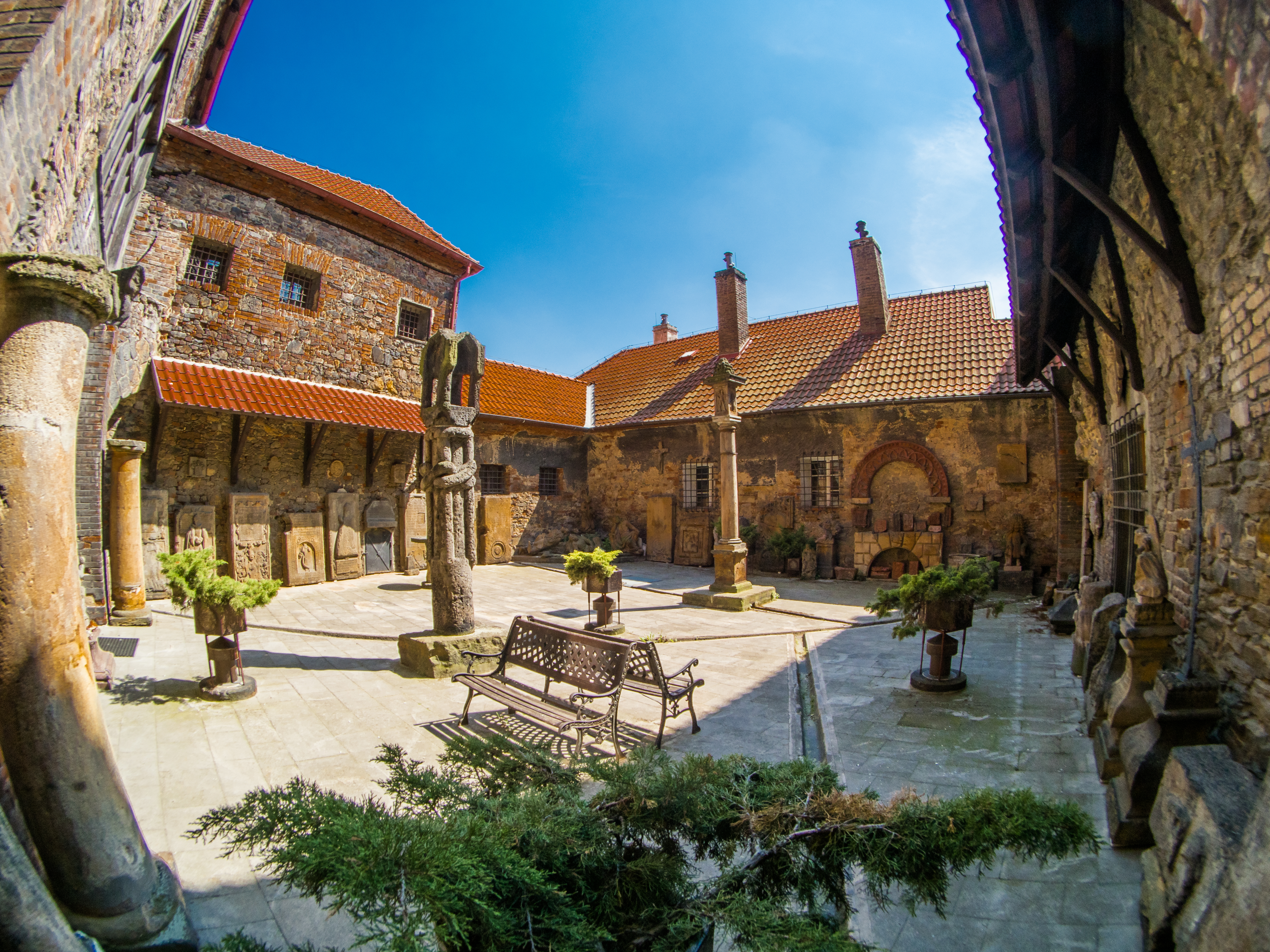
Mnišský dvorek

Část muzea se nachází v budově radnice, jednoho ze sídel Magistrátu města Chomutova. Dějiny nejstaršího dochovaného stavebního komplexu města sahají do první poloviny 13. století, kdy byl panským dvorcem Bedřicha Načerata. V roce 1252 jej společně s celým městem převzal řád německých rytířů, který spravoval město až do 15. století, a ten přestavěl dvorec na reprezentativní řádovou komendu. Stavba byla silně poškozena za husitského vpádu do města v roce 1421. Poničený komplex nechali přestavět až Beneš z Veitmile († 1496) a jeho syn Šebestián († 1549) v letech 1480–1520. Díky tomuto vývoji můžeme na budově pozorovat znaky gotiky i renesance. Větší část přízemních prostor budovy slouží potřebám muzea od jeho založení. K vnitřním prostorám patří i takzvaný Mnišský dvorek, který je veřejně přístupný a nachází se na něm stálá expozice Lapidária.

## Sbírky
Celá sbírka oblastního muzea je zapsána v centrální evidenci sbírek pod číslem MCM/002-04-29/105002 a dělí se na 29 podsbírek: Archeologie, Botanika, Cín, Etnografie, Faleristika, Fotografie, Geologie, Hodiny, Lapidárium, Lékárna, Militaria, Miniatury, Místní tisky, Místní tisky a časopisy, Nábytek, Negativy a diapozitivy, Negativy a diapozitivy – filmy, Nové dějiny, Numismatika, Písemnosti a tisky, Pohlednice, Porcelán, Posamenty, Rašelina, Sklo, Staré tisky, Terče, Textil, Věda, technika a průmyslová výroba, Výtvarné umění – obrazy, Výtvarné umění – plastiky. Všechny tyto podsbírky společně dokumentují historii a život v severozápadních Čechách a Krušných horách. Například podsbírka Etnografie se zabývá místními řemesly a životním stylem a v podsbírce Hodiny jsou shromážděny mimo jiné výrobky významné značky hodin firmy Kienzle, která měla pobočku v Chomutově. Podsbírka Pohlednice dokládá historickou podobu města a okolí. Je uspořádána podle polohy vyobrazených míst, a je tedy k porovnání velmi snadno dohledatelná konkrétní lokalita. Sbírkové předměty zároveň mapují vývoj chomutovského muzea.
Nejrozsáhlejší podsbírkou Oblastního muzea v Chomutově je podsbírka archeologická, která ke konci roku 2019 obsahovala přibližně 360 000 kusů. Druhou největší podsbírkou je Botanika, v níž bylo ve stejném roce evidováno zhruba 64 000 kusů.

## Stálé expozice
Jednou ze stálých expozic je výstava gotického a raně renesančního umění nazvaná Všemu světu na útěchu – sochařství a malířství na Chomutovsku a Kadaňsku 1350–1590. V nové podobě byla otevřena v roce 2013, její kořeny však sahají až do dvacátých let 20. století a jsou výsledkem práce Josefa Opitze. K této expozici vznikl v roce 2014 obsáhlý stejnojmenný katalog, který je součástí muzejní nabídky veřejnosti. Součástí expozice jsou díla:
- Assumpta, svatý Mikuláš a svatý Václav z Vilémova
- Madona se svitkem
- Madona z Března u Chomutova
- Madona z Údlic
- Panna Marie Bolestná z Chomutova
- Pieta z Března u Chomutova
- Svatá Kateřina alexandrijská a svatá Barbora z Místa
- Svatý Florián a svatý Václav z portálu chomutovského zámku
- Sv. Jan Evangelista a Sv. diákon (Vavřinec) z Křimova
- Svatý Šebestián z Kadaně

V budově historické radnici lze navštívit také unikátní Fialův pohyblivý betlém. Autor Josef Fiala na něm pracoval od roku 1995. Postupně do betlému zakomponoval celkem 444 figurek, z nichž téměř dvě třetiny se pohybují. V betlému jsou zpodobněny některé motivy Chomutovska, kupříkladu chomutovská městská věž nebo hrad Hasištejn, a také konkrétní postavy, například známý chomutovský malíř a sochař Kamil Sopko, či dokonce samotný autor betlému.
Stálou expozicí na radnici je rovněž Lapidárium kamenné plastiky, jež je trvale umístěno na Mnišském dvorku. Současná podoba této expozice dodnes ve svém jádru zachovává původní uspořádání, jaké dostala již při svém vzniku v rámci otevření muzea v roce 1923. Sbírka lapidária obsahuje kamenné artefakty z období od rané gotiky až po první polovinu 20. století, s největší koncentrací předmětů renesančních a barokních. Mnoho objektů je dosud neznámého původu.
V hlavní budově muzea v Palackého ulici je stálá expozice pod názvem Pohledy do pravěku a shrnuje dosavadní archeologický výzkum na Chomutovsku a Kadaňsku.
V hlavní budově muzea lze objednat komentovanou prohlídku depozitářů paleontologie a geologie.

## Oddělení muzea
Muzeum je rozděleno na několik oddělení a pracovišť, každé z nich má v péči řadu podsbírek. Archeologické pracoviště je oprávněno vykonávat archeologické výzkumy, spravuje podsbírku Archeologie a pořádá odborné prohlídky. Přírodovědné pracoviště pořádá pod vedením kurátora exkurze do přírody nebo workshopy a přednášky. Pracoviště má také v péči některé chráněné krajinné oblasti, věnuje se sbírkotvorné činnosti a produkuje statě a publikace naučné literatury. Historické oddělení vydává odbornou literaturu, pořádá výstavy a samozřejmě spravuje několik podsbírek. Oddělení umělecko-historické má v péči šestnáct podsbírek, pořádá výstavy a akce a spravuje většinu ze stálých expozic.

## Muzejní knihovna
Muzejní knihovna je přístupná veřejnosti a obsah jejího fondu lze vyhledat online. Mimo odborných knih jsou v knihovně uloženy publikace spojené s oblastí Chomutovska, do sbírky jsou shromažďována různá periodika a součástí knihovního fondu je rovněž literatura vydaná samotným muzeem.